# 십회향
10회향(十廻向, 十迴向,
영어: ten sorts of turned wish,
ten dedications,
ten dedications of merit)은 다음의 분류, 그룹 또는 체계의 한 요소이다.
- 대승불교에서 널리 받아들여지고 있는, 《보살영락본업경》에서 설하고 있는 보살 수행계위인 10신 · 10주 · 10행 · 10회향 · 10지 · 등각 · 묘각의 52위 가운데 10회향을 말한다.[6][7][8][9]
- 대승불교의 경전인 《화엄경》에서 설하고 있는 보살 수행계위인 10주 · 10행 · 10회향 · 10지 · 불지(佛地)의 41위 가운데 10회향을 말한다.
- 대승불교의 화엄종의 법장이 《화엄경탐현기》에서 세운 보살 수행계위인 10신 · 10해(十解) · 10행 · 10회향 · 10지 · 불지의 51위 가운데 10회향을 말한다.
- 대승불교의 경전인 《인왕경》에서 설하고 있는 보살 수행계위인 10신 · 10주 · 10행 · 10회향 · 10지 · 묘각의 51위 가운데 10회향을 말한다.
- 대승불교의 경전인 《수능엄경》에서 설하고 있는 보살 수행계위인 간혜지(乾慧地) · 10신 · 10주 · 10행 · 10회향 · 4가행(四加行) · 10지 · 등각 · 묘각의 57위 가운데 10회향을 말한다.
- 《월인석보》 제2권에서 설하고 있는 보살 수행계위인 간혜지(乾慧地) · 10신 · 10주 · 10행 · 10회향 · 4가행(四加行) · 10지 · 등각 · 금강혜(金剛慧) · 묘각의 58위 가운데 10회향을 말한다.[10]
- 대승불교의 법상종의 규기가 세운 보살 수행계위인 10주 · 10행 · 10회향 · 10지 · 묘각의 41위 가운데 10회향을 말한다.
- 대승불교의 법상종의 원측이 세운 보살 수행계위인 10신 · 10주 · 10행 · 10회향 · 10지 · 등각 · 묘각의 52위 가운데 10회향을 말한다.

10회향(十廻向, 十迴向)은 줄여서 10향(十向)이라고도 하고 10회향심(十廻向心, 十迴向心) 또는 10회향법(十廻向法, 十迴向法)이라고도 한다. 10원(十願)이라고도 한다.
대승불교에서 널리 채택하고 있는 《보살영락본업경》의 52위의 보살 수행계위에 따르면 10회향의 순서와 명칭은 다음과 같다.
1. 구호일체중생회향(救護一切衆生廻向) 또는 구호일체중생리중생상회향(救護一切衆生離衆生相廻向)
2. 불괴회향(不壞迴向)
3. 등일체불회향(等一切佛廻向)
4. 지일체처회향(至一切處廻向)
5. 무진공덕장회향(無盡功德藏廻向)
6. 수순평등선근회향(隨順平等善根廻向)
7. 수순등관일체중생회향(隨順等觀一切衆生廻向)
8. 여상회향(如相廻向)
9. 무박해탈회향(無縛解脫廻向) 또는 무박무착해탈회향(無縛無著解脫廻向)
10. 법계무량회향(法界無量廻向) 또는 법계무진회향(法界無盡廻向)

## 회향과 대비심
회향(廻向, 迴向)은 대비심(大悲心)으로 현재까지 쌓은 공덕을 일체(一切)의 중생에게 돌려서 그들을 구호(救護)하는 것을 말한다. 따라서, 10회향은 10선 · 10주 · 10행을 통해 개발된 선한 힘을 대비심(大悲心)으로 모든 유정에게 돌려서 그들의 고통[苦]을 구제[救]하고 그들을 보호[護]하는 것을 말한다.
여기서 유의할 점은 대자심(大慈心)이나 대자비심(大慈悲心)이 아니라 '대비심(大悲心)'이 바탕이 되어 회향하게 된다는 점과 일부의 유정들 즉 자신과 친한 유정들만이 아니라 '모든' 유정들에게 회향한다는 점이다.
대비심(大悲心)은 자(慈) · 비(悲) · 희(喜) · 사(捨)의 4무량심(四無量心) 가운데 두 번째의, 유정의 고통을 없애주려는 마음, 즉 미혹(즉, 4성제의 집제)이라는 원인의 필연적인 결과인 고(즉, 4성제의 고제)를 없애주려는 마음인 비무량심(悲無量心)을 말한다.
따라서, 비무량심(悲無量心)의 마음이 바탕이 되어 이루어지는 이타행이 10회향이다. 이전의 10행도 이타행이지만 10행은 대자심(大慈心) 즉 자무량심(慈無量心)이 바탕이 된 이타행으로  대비심(大悲心)이 결여되어 있으며, 따라서 실제로는 '모든' 유정을 향해 발휘되지는 못한다. 즉, 아직 진(眞) 즉 성인의 마음이 많다기 보다는 속(俗) 즉 범부의 마음이 많은데, 이런 상태를 넘어서는 열쇠가 대비심(大悲心)이다. 이러한 취지에서 《월인석보》 제2권에서는 10주와 10행 그리고 10회향과의 관계에 대해 다음과 같이 말하고 있다.
회향(廻向)은 돌이켜 향한다는 것이니 먼저의 10주(十住) · 10행(十行)은 세속(世俗)에 날 마음이 많고 대비행(大悲行)이 사나우니, 이는 반드시 비원(悲願)으로 이루어 세속에 있어 중생을 이롭게 하여 진(眞)을 돌이켜 속(俗)으로 향하며, 지(智)를 돌이켜 비(悲)를 향하여 진(眞)과 속(俗)과가 어울리며, 지(智)와 비(悲)와가 한가지로 하므로 이 이름이 회향(廻向)이며, 또 10원(十願)이라 하니, 닦아 나아가는 행적이 여기에 다다라 갖춰진다. 세 현인(賢人)의 지위가 지극(至極: 극한에 이름)하지만 여기에 또 공부 행적을 더하여야 성인(聖人) 지위에 들 것이다. 세 현인의 지위는 10주(十住) · 10행(十行) · 10회향(十廻向)이다.— 《월인석보》 권제2, 59장 뒤쪽～61장 뒤쪽. 한국고전용어사전

그리고 대자비심(大慈悲心)은 부처가 가지는 마음을 가리키는 낱말이다. 즉, 일체지(一切智)와 4무량심을 모두 증득했을 때 무연(無緣)으로 발현되는 마음인 무연대비(無緣大悲: 인연이 없어도 자비를 베풀음)의 자비(慈悲) 즉 자(慈)와 비(悲)의 마음작용을 말한다.

## 10주·10행·10회향
52위 가운데 10신(十信)과 10주(十住)는 스스로를 진리에 안착하게 하는 자리행(自利行)이다. 이에 비해 10행(十行)은 다른 유정들로 하여금 진리에 안착하게 돕는 이타행(利他行)이다. 즉, 먼저 스스로 진리에 안착한 후 다시 다른 유정들이 진리에 안착하도록 돕는 것이 10행까지의 흐름이다.
그리고, 10회향은 지금까지 획득된 공덕을 '모든' 유정들에게로 향하게 하려는 대비심(大悲心)을 바탕으로 하는 커다란 서원[大願]의 마음이자 실천이다. 그리고 이 마음과 실천을 통해 10지의 제1단계인 초지(初地) 즉 환희지(歡喜地)에 들어서게 되며, 이것은 성인의 지위이며 수행자는 진정 성도(聖道: 불교 즉 깨달음의 가르침, 성인의 길)를 가게 된다.

## 같이 보기
- 보살계

## 참고 문헌
- 고려대장경연구소. 《고려대장경 전자 불교용어사전》. 고려대장경 지식베이스 / (사)장경도량 고려대장경연구소. |title=에 외부 링크가 있음 (도움말)
- 곽철환 (2003). 《시공 불교사전》. 시공사 / 네이버 지식백과. |title=에 외부 링크가 있음 (도움말)
- 법장 술, 노혜남 번역 (K.1513, T.1733). 《화엄경탐현기》. 한글대장경 검색시스템 - 전자불전연구소 / 동국역경원. K.1513(47-458), T.1733(35-107). |title=에 외부 링크가 있음 (도움말)
- 운허.  동국역경원 편집, 편집. 《불교 사전》. |title=에 외부 링크가 있음 (도움말)
- 축불념 한역, 노혜능 번역 (K.530, T.1485). 《보살영락본업경》. 한글대장경 검색시스템 - 전자불전연구소 / 동국역경원. K.530(14-374), T.1485(24-1010). |title=에 외부 링크가 있음 (도움말)
- 행담 (2008). 《『화엄경』「十地品」에 나타난 修行次第에 관하여》. 지도교수 해주.
- (중국어) 법장 술 (T.1733). 《화엄경탐현기(華嚴經探玄記)》. 대정신수대장경. T35, No. 1733, CBETA. |title=에 외부 링크가 있음 (도움말)
- (중국어) 佛門網. 《佛學辭典(불학사전)》. |title=에 외부 링크가 있음 (도움말)
- (중국어) 星雲. 《佛光大辭典(불광대사전)》 3판. |title=에 외부 링크가 있음 (도움말)
- (중국어) 축불념 한역 (T.1485). 《보살영락본업경(菩薩瓔珞本業經)》. 대정신수대장경. T24, No. 1485, CBETA. |title=에 외부 링크가 있음 (도움말)